# Maëlle (zangeres)
Maëlle (Tournus, 4 januari 2001), de artiestennaam  van Maëlle Pistoia, is een Franse singer-songwriter en muzikante.

## Biografie
Maëlle Pistoia is geboren op 4 januari 2001 en komt uit Tournus in het departement Saône-et-Loire, Bourgondië. Ze heeft twee oudere zussen en een jongere zus. Als kind studeerde ze piano.
Haar muzikale carrière kwam van de grond in 2017 toen ze meedeed aan de castingoproep voor de tv-competitie The Voice door haar video in te sturen.
Tijdens de duels werd ze door Zazie gekozen om het op te nemen tegen Gulaan op Fragile van Sting. Tijdens de eerste rondes zong ze Everybody's Got to Learn Sometime van The Korgis en werd gered door het publiek. In de kwartfinale zong ze Wasting My Young Years van London Grammar en werd gered door het publiek.
In de halve finale zong ze Diego libre dans sa tête van France Gall en werd ze door het publiek verkozen boven B. Demi Mondaine voor de finale.
In de finale op 12 mei 2018 zong ze eerst Sign of the Times van Harry Styles, daarna Je m'en vais van Vianney als duet met Vianney en tot slot Seras-tu là van Michel Berger als duet met Zazie. Ze won de finale met 55,3% van de stemmen. Ze werd de eerste vrouw en, met haar 17 jaar, de jongste deelnemer die de tv-talentenjacht van TF1 won sinds het begin.
Op 14 juli 2018 gaf ze haar eerste openbare concert, in Louhans.

## Discografie

### Albums
- 2019 : Maëlle
- 2023 : Fil rouge

### Singles
- 2019 : Toutes les machines ont un cœur
- 2019 : Le Mot d'absence
- 2019 : L'Effet de masse
- 2019 : Sur un coup de tête